# Robert Tracy
Robert Tracy (* 1955 in Boston, Massachusetts; † 7. Juni 2007) war ein US-amerikanischer Tänzer und Autor.

## Leben
Tracy absolvierte am Skidmore College in Saratoga Springs eine Ausbildung zum Tänzer. An der New York University studierte Tracy Latein, Griechisch und klassisches Ballett und ging zur weiteren Ausbildung im Ballett an die School of American Ballet in New York City. 1979 erhielt er ein Engagement als professioneller Tänzer in der Ballettkomödie Der Bürger als Edelmann von George Balanchine. Tracy erhielt an der Fordham University eine Anstellung und lehrte das Fach "Geschichte des Tanzes". 1983 veröffentlichte er als Autor sein erstes Buch Balanchine's Ballerinas: Conversations With the Muses. Weitere Werke und Beiträge zu den Themen Tanz, Theater, Musik und Kunst folgten in den nächsten zwei Jahrzehnten.
Von 1979 bis 1993 war Tracy der Lebensgefährte des Tänzers Rudolf Nurejew. Er starb an den Folgen von Komplikationen aufgrund seiner Aidserkrankung.

## Werke (Auswahl)
- 1983: Balanchine's Ballerinas: Conversations With the Muses, Simon & Schuster
- 1986: Edition von Nigel Gosling Buch Prowling the Pavements: Selected Writings From London, 1950-1980, Winchell
- 1997: Goddess: Martha Graham's Dancers Remember, Limelight
- 2004: Ailey Spirit: The Journey of an American Dance Company, Limelight
- 1994: Beiträge in Isamu Noguchi Anthologie Essay and Conversations
- Beiträge im Werk International Encyclopedia of Dance